# Тахтамиров, Константин Фёдорович
Константи́н Фёдорович Тахтами́ров (1867 — 1912) — землевладелец, депутат Государственной думы II созыва от Курской губернии.

## Биография
Отец Фёдор Матвеевич Тахтамиров (?—1895 (?)) — купец первой гильдии, потомственный почётный гражданин Суджи (1863), мировой судья (1874), владел совместно с курским купцом и виноторговцем Г. А. Новосильцевым (1845—1924) винокуренным заводом в с. Жеребцово Курского уезда, также владел дрожжевым и водочно-ликерным заводами. Константин окончил реальное училище и 3 курса юридического факультета Московского университета. Был в Судже гласным, позднее членом и председателем местной Земской Управы. Почётный потомственный гражданин города Сужди. Владел вместе с отцом винокуренным заводом «Тахтамиров и сын» у села Рубанщина. В 1898—1899 годах в Ивановке-Рубанщине построил загородную усадьбу в шотландском стиле.

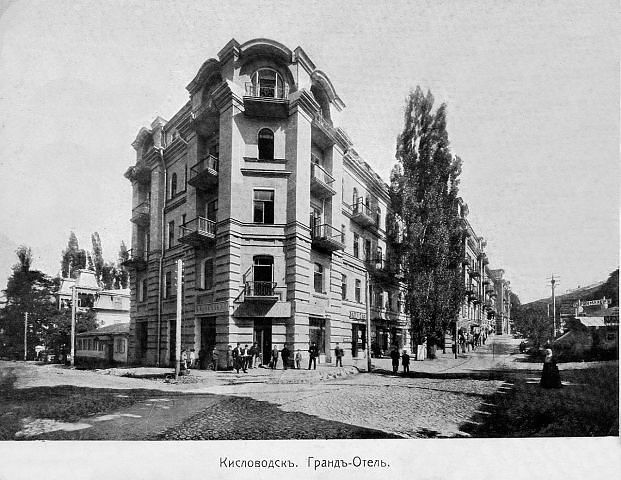
«Гранд-Отель» Тахтамирова в Кисловодске

В 1900 году управлением Кавказских минеральных вод выбран для строительства гостиницы Кисловодск. Строительство по проекту И. И. Зелинского и под руководством архитектора А. Н. Клепинина началось в 1903 году, и к июню 1904 года была завершена восточная часть здания, включавшая 60 номеров с центральным и паровым отоплением и прилегающие к ним помещения — лестницы, коридоры, клозеты и зал ресторана. В 1904 г. в проект были внесены изменения. В частности, подрядчик Павел Иванович Миклашевский пристроил к главному корпусу здания нарзанных ванн два одноэтажных полукруглых кирпичных флигеля с коридором и 12-ю ванными кабинами в каждом. Устроены и оборудованы кухня и ледник, а также летняя терраса для ресторана и 5 магазинов с комнатами при них. Гостиница предлагала строительство ещё 140 комнат, 8 магазинов, 10 ванн и других помещении. К этому времени были уже выведены стены, положены железные балки, сделана часть свода. В июне 1905 года новая Казённая гостиница выстроена и оборудована Тахтамировым и принята в ведение Управления Вод.
По предложению министра А. С. Ермолова её назвали «Гранд-отель». В ней были водопровод, электрическое освещение и лифты, прекрасный ресторан, гостиные и читальный зал. Эта Казённая гостиница служила регулятором цен на сезонное жильё, «предохраняя публику от чрезмерной эксплуатации» чересчур алчных домовладельцев.
Кроме того К. Ф. Тахтамиров, создатель и арендатор отеля, зарабатывал крупными оптовыми поставками бутылочного Нарзана в Москву и Московскую губернию, был владельцем крупных питейных заведений в Курской губернии. Член Конституционно-демократической партии, владел землями площадью 900 десятин в Суджанском уезде Курской губернии.

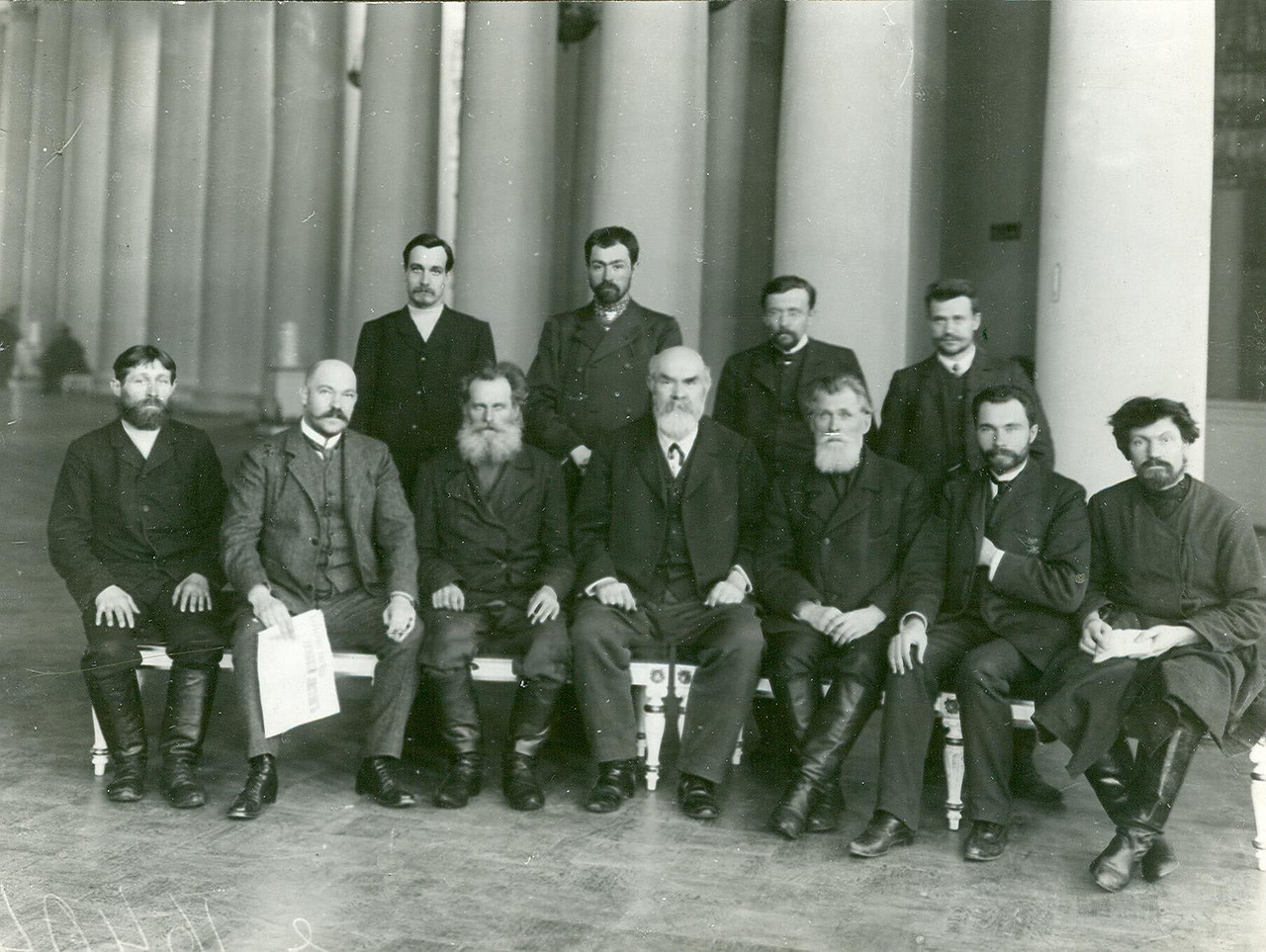
Депутаты II Государственной Думы от Курской губернии. Первый ряд — А. Е. Афанасьев, К. Ф. Тахтамиров, Н. O. Оводов, В. И. Долженков, С. И. Волков, И. Н. Мушенко, И. Е. Пьяных. Второй ряд — А. И. Русанов, П. С. Лохвицкий, Р. Я. Смирнов, Д. К. Белановский

8 февраля 1907 Тахтамиров избран в Государственную думу II созыва от общего состава выборщиков Курского губернского избирательного собрания, вошёл в состав Конституционно-демократической фракции, состоял в думской Комиссии по исполнению государственной росписи доходов и расходов, докладчик 6-го отдела по проверке прав членов Государственной Думы
После роспуска Думы переехал в Москву. Работал в Московском императорском техническом обществе. В секции городского и сельского самоуправления разработал вопрос о коммунальном кредите и выработал устав банка Взаимного кредита. В 1911 году он был избран председателем постоянной Комиссии по профессиональному образованию в Москве.
Скоропостижно скончался 21 февраля 1912 года в Москве. Похоронен на 6 участке кладбища Донского монастыря в Москве.

## Семья
- Жена — Евгения Васильевна после смерти мужа стала хозяйкой «Гранд-отеля» в Кисловодске[4], с 1914 года владела бывшей усадьбой Надежды фон Мекк (1831—1894), по адресу Мясницкая 44 / Малый Харитоньевский 1[8].
  - Дочь — Татьяна Константиновна Тахтамирова[9]
  - Дочь — Евгения Константиновна в замужестве Арзамасцева[9]
  - Дочь — Ольга Константиновна в замужестве Бауэр[9]

### Архивы
- Российский государственный исторический архив. Фонд 1278. Опись 1 (2-1 созыв). Дело 424; Дело 604. Лист 21.